# خوان دل انسینا
خوان دل انسینا (انگلیسی: Juan del Encina؛ ۱۲ ژوئیه ۱۴۶۸ – ۱۵۲۹ (۶۰−۶۱ سال)) نمایش‌نامه‌نویس، شاعر، موسیقیدان اهل لهستان بود.
به تفسیر برخی او بنیانگذار نمایش اسپانیایی می‌باشد
او در سال ۱۴۶۸ نزدیکی سالامانکا متولد شد. پس از اتمام تحصیلات در دانشگاه، به عنوان نماینده در خاندان سلطنتی شروع به فعالیت کرد.
در سال ۱۴۹۲ اشعار او طرفداران بسیاری پیدا کرد.
در سال ۱۴۹۶ مجموعه ای از اشعار دراماتیک و شعر منتشر کرد.